# Kabinett Wilson

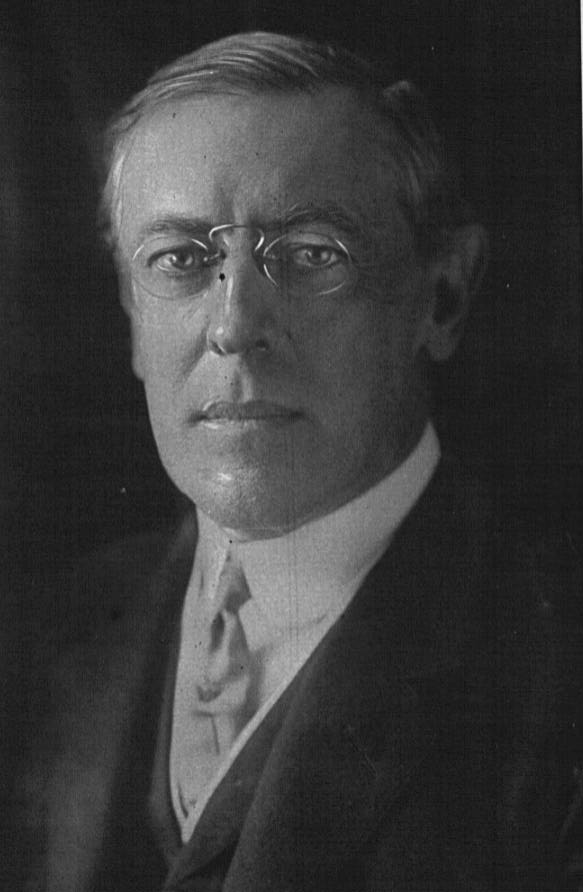
Woodrow Wilson, 28. Präsident der Vereinigten Staaten

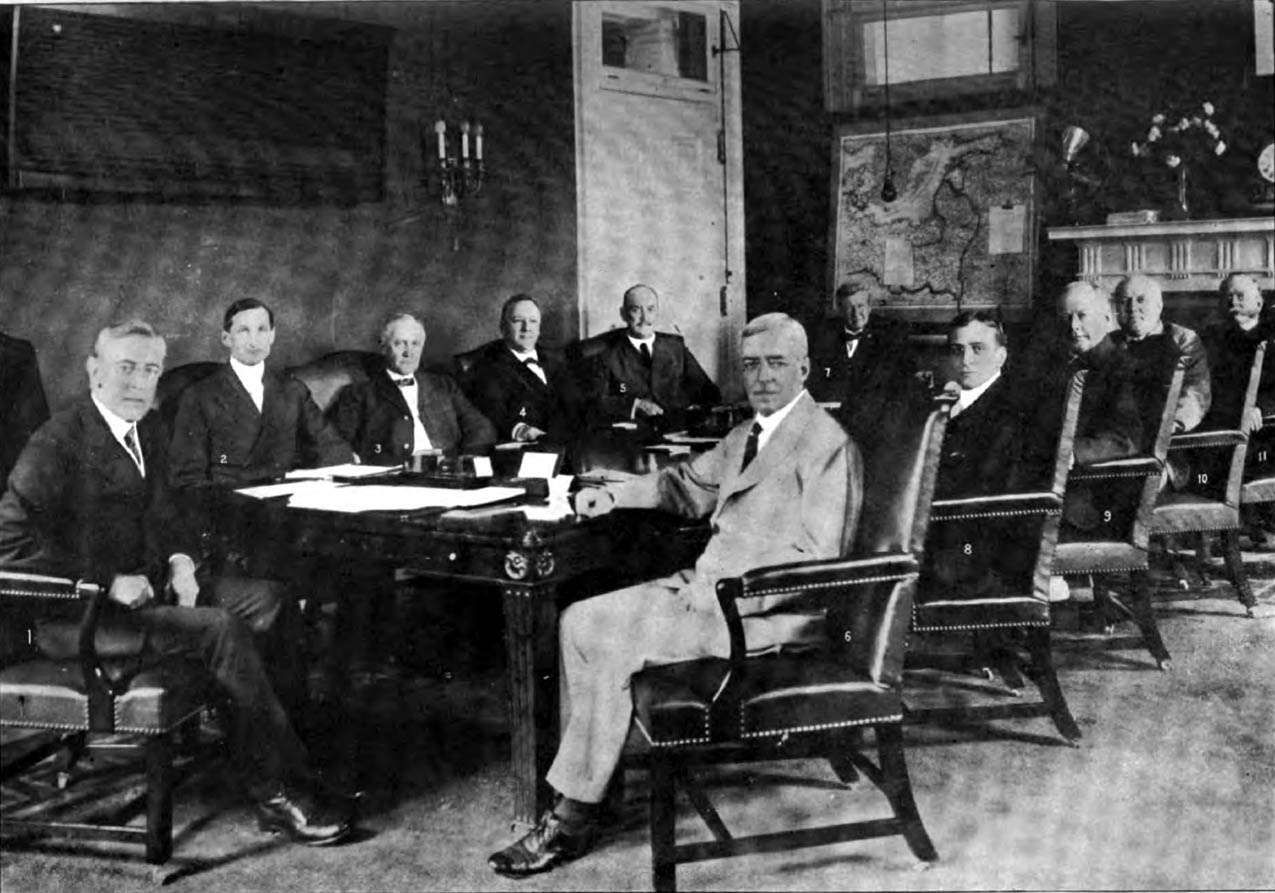
Eine Kabinettssitzung, um 1920

Mit Woodrow Wilson wurde erst der zweite Kandidat der Demokratischen Partei seit dem Ende des Sezessionskrieges zum Präsidenten der Vereinigten Staaten gewählt; vor ihm war dies nur Grover Cleveland gelungen. Wilson bezwang 1912 den Amtsinhaber William Howard Taft und setzte sich auch vier Jahre später gegen den Republikaner Charles Evans Hughes durch. Nach der Wahl zum Repräsentantenhaus der Vereinigten Staaten 1916 hatten weder die Demokraten mit 214, noch die Republikaner mit 215 Sitzen die Absolute Mehrheit von 218 Sitzen. Die Demokraten bildeten eine, in den USA sehr seltene, Koalition mit der Progressive Party und der Sozialistischen Partei, die fortan die Politik Wilsons stützte. Damit kam die Koalition auf genau 218 Sitze. Diese knappe Mehrheit wurde nach der Wahl zum Repräsentantenhaus der Vereinigten Staaten 1918 durch eine stabile republikanische Mehrheit abgelöst.
Mit dem Handels- und dem Arbeitsministerium schuf Wilson zwei neue Behörden. Diese waren zuvor im Handels- und Arbeitsministerium vereint gewesen.

## Mehrheit im Kongress
| Präsident                         | Präsident          | Kongress | Haus    | Haus    | Senat | Senat | Gesamt             | Gesamt             |
| --------------------------------- | ------------------ | -------- | ------- | ------- | ----- | ----- | ------------------ | ------------------ |
|                                   | Woodrow Wilson (D) | 63.      |         | 291/435 |       | 51/96 |                    | Unified government |
| 64.                               | Woodrow Wilson (D) | 230/435  | 56/96   |         |       |       |                    | Unified government |
| 65.                               | Woodrow Wilson (D) | 218/435  | 54/96   |         |       |       |                    | Unified government |
| 66.                               | Woodrow Wilson (D) |          | 192/435 |         | 46/96 |       | Divided government |                    |
| Quelle: Repräsentantenhaus, Senat |                    |          |         |         |       |       |                    |                    |

## Das Kabinett
| Ressort / Amt                                   | Amtsinhaber               | Partei | Partei       | Zeitraum  | Bild |
| ----------------------------------------------- | ------------------------- | ------ | ------------ | --------- | ---- |
| Präsident der Vereinigten Staaten               | Woodrow Wilson            |        | Demokrat (D) | 1913–1921 |      |
| Vizepräsident der Vereinigten Staaten           | Thomas Riley Marshall     |        | D            | 1913–1921 |      |
| Ministerämter                                   |                           |        |              |           |      |
| Außenminister der Vereinigten Staaten           | William Jennings Bryan    |        | D            | 1913–1915 |      |
| Außenminister der Vereinigten Staaten           | Robert Lansing            |        | D            | 1915–1920 |      |
| Außenminister der Vereinigten Staaten           | Bainbridge Colby          |        | D            | 1920–1921 |      |
| Finanzminister der Vereinigten Staaten          | William Gibbs McAdoo      |        | D            | 1913–1918 |      |
| Finanzminister der Vereinigten Staaten          | Carter Glass              |        | D            | 1918–1920 |      |
| Finanzminister der Vereinigten Staaten          | David Franklin Houston    |        | D            | 1920–1921 |      |
| Kriegsminister der Vereinigten Staaten          | Lindley Miller Garrison   |        | D            | 1913–1916 |      |
| Kriegsminister der Vereinigten Staaten          | Newton Diehl Baker        |        | D            | 1916–1921 |      |
| Marineminister der Vereinigten Staaten          | Josephus Daniels          |        | D            | 1913–1921 |      |
| Justizminister der Vereinigten Staaten          | James Clark McReynolds    |        | D            | 1913–1914 |      |
| Justizminister der Vereinigten Staaten          | Thomas Watt Gregory       |        | D            | 1914–1919 |      |
| Justizminister der Vereinigten Staaten          | Alexander Mitchell Palmer |        | D            | 1919–1921 |      |
| Postminister der Vereinigten Staaten            | Albert Sidney Burleson    |        | D            | 1913–1921 |      |
| Innenminister der Vereinigten Staaten           | Franklin Knight Lane      |        | D            | 1913–1920 |      |
| Innenminister der Vereinigten Staaten           | John Barton Payne         |        | D            | 1920–1921 |      |
| Landwirtschaftsminister der Vereinigten Staaten | David Franklin Houston    |        | D            | 1913–1920 |      |
| Landwirtschaftsminister der Vereinigten Staaten | Edwin Thomas Meredith     |        | D            | 1920–1921 |      |
| Handelsminister der Vereinigten Staaten         | William Cox Redfield      |        | D            | 1913–1919 |      |
| Handelsminister der Vereinigten Staaten         | Joshua Willis Alexander   |        | D            | 1919–1921 |      |
| Arbeitsminister der Vereinigten Staaten         | William Bauchop Wilson    |        | D            | 1913–1921 |      |